# Gregory Helms
Gregory Shane Helms (12 de juliol del 1974 -) és un lluitador professional estatunidenc que treballa a la marca Smack Down de World Wrestling Entertainment (WWE).